# David Reynolds (scénariste)
Pour les articles homonymes, voir David Reynolds et Reynolds.
David Reynolds est un scénariste américain.

## Filmographie
- 1998 : Mulan
- 1999 : Tarzan
- 1999 : Toy Story 2
- 1999 : Fantasia 2000
- 2000 : Kuzco, l'empereur mégalo
- 2001 : Atlantide, l'empire perdu
- 2003 : Le Livre de la jungle 2
- 2003 : Le Monde de Nemo
- 2005 : Chicken Little
- 2024 : Garfield